# Västerlövsta socken
Västerlövsta socken i Uppland ingick i Simtuna och Torstuna härader, ingår sedan 1971 i Heby kommun, sedan 2007 i Uppsala län (före 2006-12-31 i Västmanlands län), och motsvarar från 2016 Västerlövsta distrikt.
Socknens areal är 172,07 kvadratkilometer, varav 168,66 land. År 2000 fanns här 3 613 invånare. Orten Vansjö samt tätorten och kyrkbyn Heby med sockenkyrkan Västerlövsta kyrka ligger i socknen.

## Administrativ historik
Västerlövsta socken omtalas i skriftliga handlingar första gången 1314 ('De Løstum). I äldre tid var socknen administrativt delad så, att byarna Arnebo, Björsbo, Bruskebo, Fasenbo, Heby, Horrsta, Härvsta, Littersbo, Lundbo, Röcklinge, Siggbo, Skallerborn, Staffansbo, Sättersbo, Sörby, Vigelsbo, Visbo, Vivastbo, Ytter- och Översävne samt Ål hörde till Simtuna härad medan byarna Borgen, By, Gårdsjö, Horsbo, Hårsbäck, Kongsbo, Molnebo, Mårtsbo, Nordmyra, Nordsjö, Orvenbo, Starfors, Sör Starfors och Vansjö hörde till Torstuna härad. 1897 överfördes byarna i Torstuna härad till Simtuna härad.
Vid kommunreformen 1862 övergick socknens ansvar för de kyrkliga frågorna till Västerlövsta församling och för de borgerliga frågorna till Västerlövsta landskommun. Landskommunens utökades 1952 som 1971 uppgick i Heby kommun som 2007 överfördes till Uppsala län.
1 januari 2016 inrättades distriktet Västerlövsta, med samma omfattning som församlingen hade 1999/2000.  
Socknen har tillhört län, fögderier, tingslag och domsagor enligt vad som beskrivs i artikeln Simtuna härad. De indelta soldaterna tillhörde Västmanlands regemente, Väsby kompani och Livregementets grenadjärkår,  Östra västmanlands kompani.

## Geografi

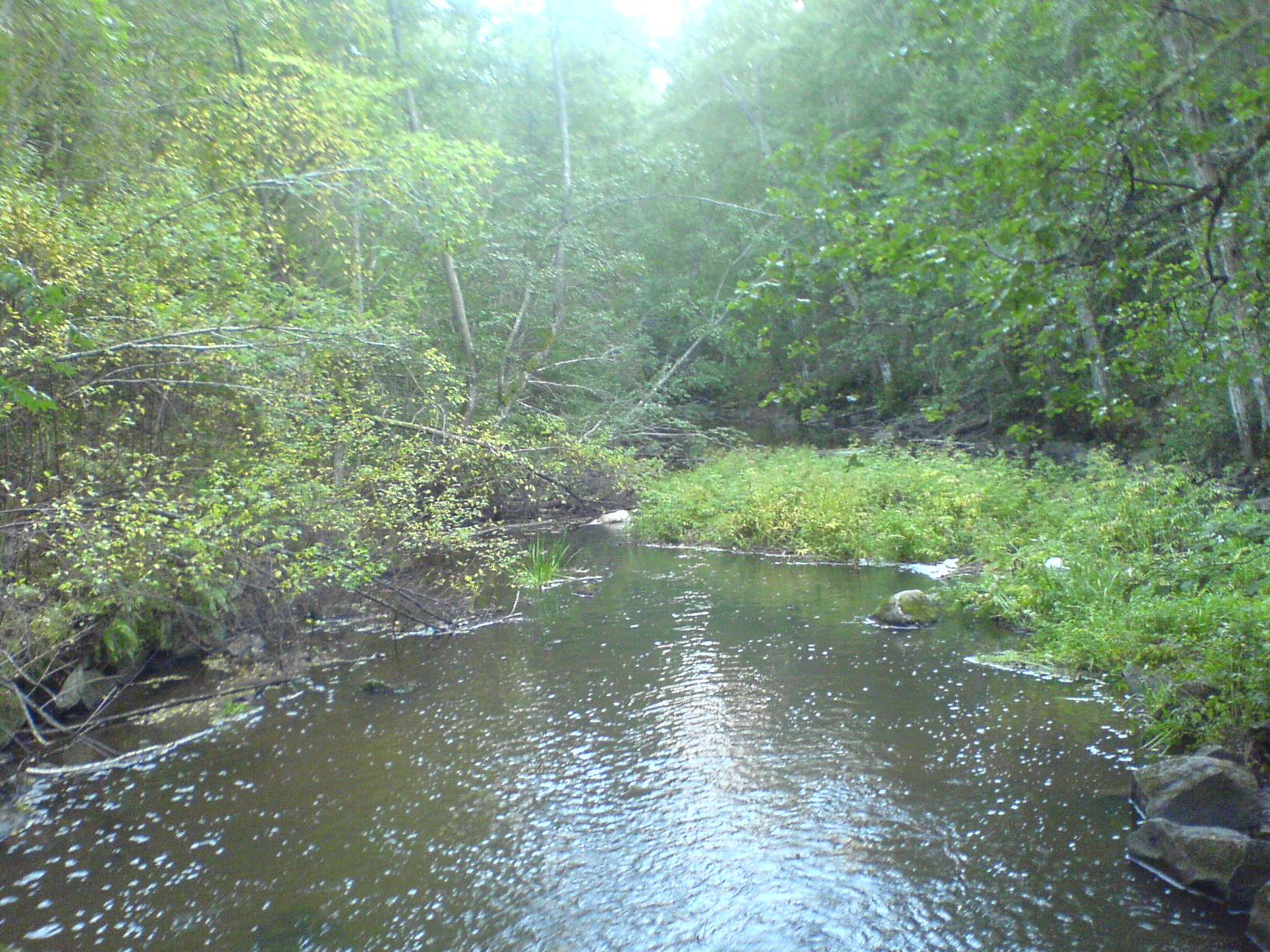
Hårsbäcksdalen.

Västerlövsta socken ligger öster om Sala kring Örsundaån. Socknen är slättbygd med åsar och småhöjder.
Socknen korsas i öst-västlig riktning av riksväg 72 samt norrut av riksväg 56.
Vid gränsen mot Altuna socken i söder ligger Hårsbäck med Hårsbäcksdalens naturreservat.

## Fornlämningar

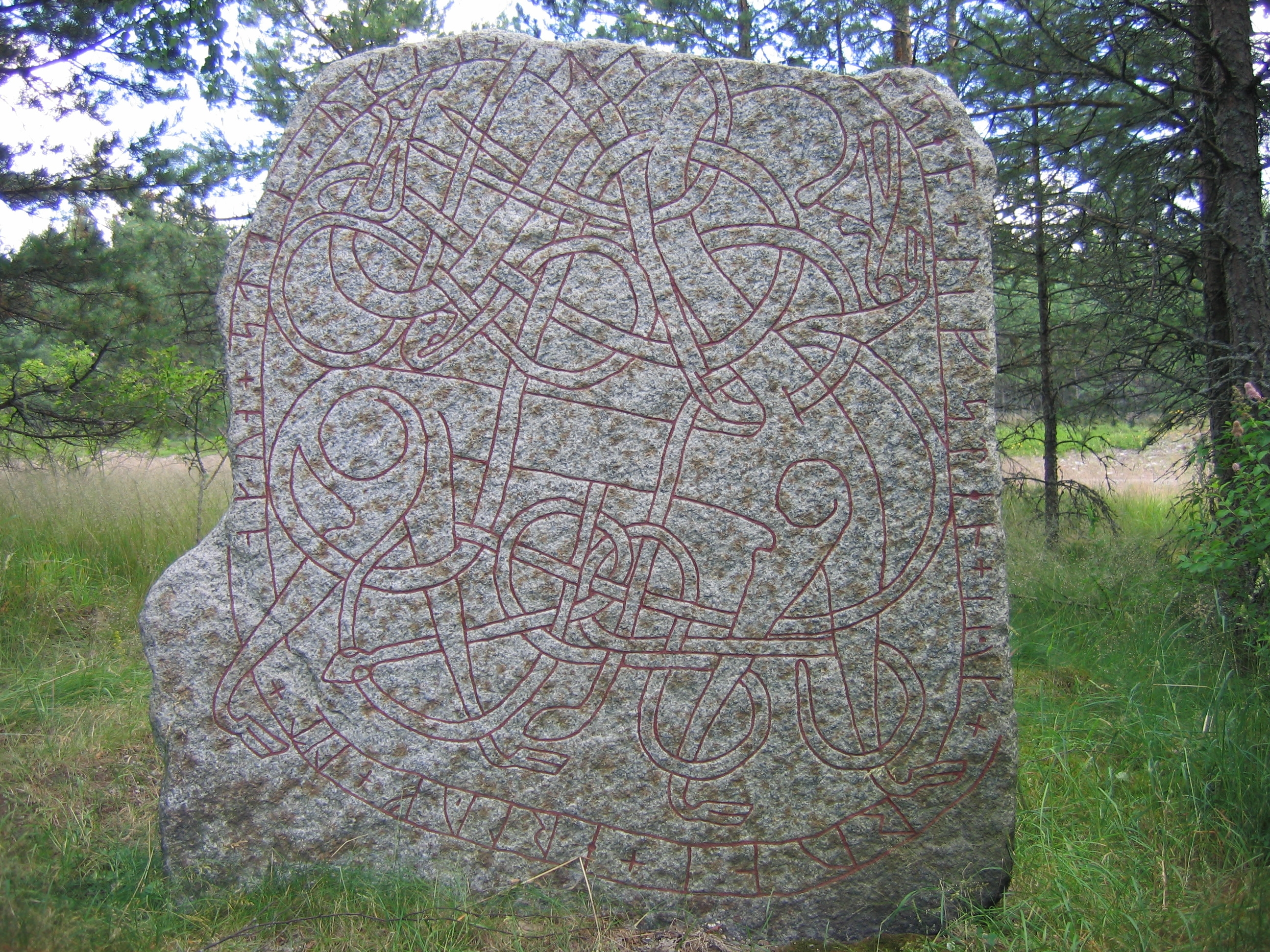
Runstenen U 1164 i Västerlövsta socken.

Från en gammal fångstkultur på stenåldern finns rester av cirka 40 boplatser. Vidare finns spridda gravar samt tre små gravfält från äldre järnåldern och fyra från yngre järnåldern. Det finns även en fornborg och två runstenar.

## Namnet
Namnet (1344 Løstum) innehåller löst. 'glänta' med oklar tolkning. Väster tillkom officiellt 1879, sannolikt för att skilja orten från Österlövsta.